# Hippocampus guttulatus
Hippocampus guttulatus é uma espécie de Cavalo-marinho da família Syngnathidae.
Pode ser encontrada nos seguintes países: Croácia, Chipre, França, Grécia, Itália, Malta, Marrocos, Países Baixos, Portugal, Espanha, Reino Unido e possivelmente em Senegal.
Os seus habitats naturais são: pradarias aquáticas subtidais.
Está ameaçada por perda de habitat.